# Metallurgia della civiltà romana
La lavorazione dei metalli era conosciuta dalla popolazione della moderna Italia fin dall'Età del bronzo. Già dall'86 a.C., Roma aveva espanso il suo controllo sopra un'immensa parte del Mediterraneo, che includeva nove province: dall'Italia alle sue isole, alla Spagna, alla Macedonia, all'Africa, all'Asia Minore, alla Siria e alla Grecia. Per la fine del regno dell'Imperatore Costantino I, l'Impero romano si era ulteriormente espanso, fino a comprendere parte della Britannia, l'Egitto, tutta la parte della Germania a ovest del Reno, la Dacia, Norico, la Giudea, l'Armenia, l'Illyricum e la Tracia. E mentre l'impero cresceva, anche il suo bisogno di metalli cresceva con esso.
La stessa Italia centrale non era ricca di minerali metalliferi, portando alla creazione di reti commerciali per soddisfare la richiesta di metalli della Repubblica. I primi Italiani ebbero qualche accesso alle miniere in Toscana e nelle regioni settentrionali della penisola (Gallia Cisalpina), oltre all'isola d'Elba e la Sardegna. Con la conquista dell'Etruria nel 275 a.C. e delle seguenti acquisizioni dovute alle guerre puniche, Roma ebbe l'opportunità di espandersi oltre, nella Gallia Transalpina e nella penisola iberica, entrambe ricche di risorse minerarie. All'apice dell'Impero romano, Roma utilizzò risorse minerarie che andavano dalla Mauretania Tingitana (nord-ovest Africa) fino all'Egitto, dall'Arabia alla parte nord dell'Armenia, dalla Galazia alla Germania, dalla Britannia alla penisola iberica, comprendendo tutte le coste del Mar Mediterraneo. La Britannia, l'Iberia, la Dacia e Norico erano tutte regioni di particolare importanza, dato che erano ricche di depositi minerali, e divennero grandi centri di sfruttamento di risorse.
Ci sono prove che dopo la metà della durata dell'Impero ci fu un grande e improvviso declino dell'estrazione mineraria. Questo si riflesse in altri commerci e industrie, e sembra che il declino dell'economia sia stato il penultimo passo per la caduta di Roma stessa.
Una delle più importanti fonti di informazioni romane è la Naturalis historia di Plinio il Vecchio, che morì nel 79 d.C. nell'eruzione del Vesuvio. Molti libri della sua enciclopedia trattano di metalli e minerali metalliferi, compresa la loro regolarità, importanza e sviluppo (sul territorio).

## Tipi di metalli usati
Molti dei primi artefatti in metallo che gli archeologi hanno identificato sono stati utensili o armi, oltre a oggetti usati come ornamenti, come per esempio gioielli, come quelli della famosa The Migdale Hoard,. Questi primi oggetti in metallo erano creati con i metalli più malleabili; rame, oro, e piombo in particolare, come metalli trovati in natura, ganghe o ricavati da estrazione termale, ammorbiditi successivamente da calore minimo. Mentre la tecnologia avanzò fino al punto di creare rame di sorprendente purezza, la maggior parte del metallo dell'antichità era costituito in leghe, della quale la più importante era il bronzo, una lega di rame e stagno. Le leghe sono unioni di metalli differenti create o per fusione (in altiforni) o per forgiatura. È importante notare che un minerale metallico non costituisce necessariamente una lega; questo è un insieme di minerali e metalli in lega. Con l'evoluzione della tecnologia metallurgica (lavorazione al maglio, fusione (in altiforni o meno), arroventamento o torrefazione, coppellazione, plasmatura, forgiatura, etc.), nuovi metalli furono intenzionalmente inclusi nel repertorio della metallurgia.
All'apice dell'Impero romano, i metalli in uso comprendevano: oro, argento, bronzo, stagno, piombo, zinco, ferro, mercurio, arsenico, antimonio. Nell'età del bronzo, i metalli venivano usati in base a diversi criteri fisici: esteticità, durezza, colore, sapore/odore (per utensili da cucina), timbro (strumenti), resistenza alla corrosione, peso, e altri innumerevoli fattori. Era possibile creare inoltre molte leghe, studiate per cambiare intenzionalmente le proprietà del metallo; per esempio, la lega formata da una predominanza di ferro unito con piombo renderebbe più duro il tenero stagno, formando peltro, utile nella creazione di utensili da cucina e nelle posate.

## Provenienza dei metalli
| Provenienza dei metalli | Provenienza dei metalli                                                                                     |
| ----------------------- | --- |
| Oro                     | Iberia, Gallia, Gallia Cisalpina, Britannia, Norico, Dalmazia, Mesia Superiore, Arabia, India, Africa       |
| Argento                 | Iberia, Gallia, Laurium (Grecia), Asia Minore, Carmania, Midian, India, Battria, Britannia, Cipro, Sardegna |
| Rame                    | Iberia, Gallia, Cisthene, Cipro, Carmania, Arabia, Aleppo, Sinai, Meroe, Masaesyi, India, Britannia.        |
| Stagno                  | Iberia, Persia, Britannia                                                                                   |
| Piombo                  | Iberia, Gallia, Sardegna, Sicilia, Britannia                                                                |
| Ferro                   | Iberia, Isola d'Elba, Sardegna, Hallstatt, Norico], Illiria, Macedonia, Dacia, Sinai, Meroe, Britannia      |
| Zinco                   | Gallia, Gallia Transpadana, Campania, Germania, Andrei, Cipro, Sardegna                                     |
| Mercurio                | Iberia, Armani, Etiopia                                                                                     |
| Arsenico                | Palagonia, Carmania                                                                                         |
| Antimonio               | Ipotizzato: Mitilene, Chio, nei pressi di Smirne, Transcaucasia, Persia, Teheran, Punjab, Britannia         |

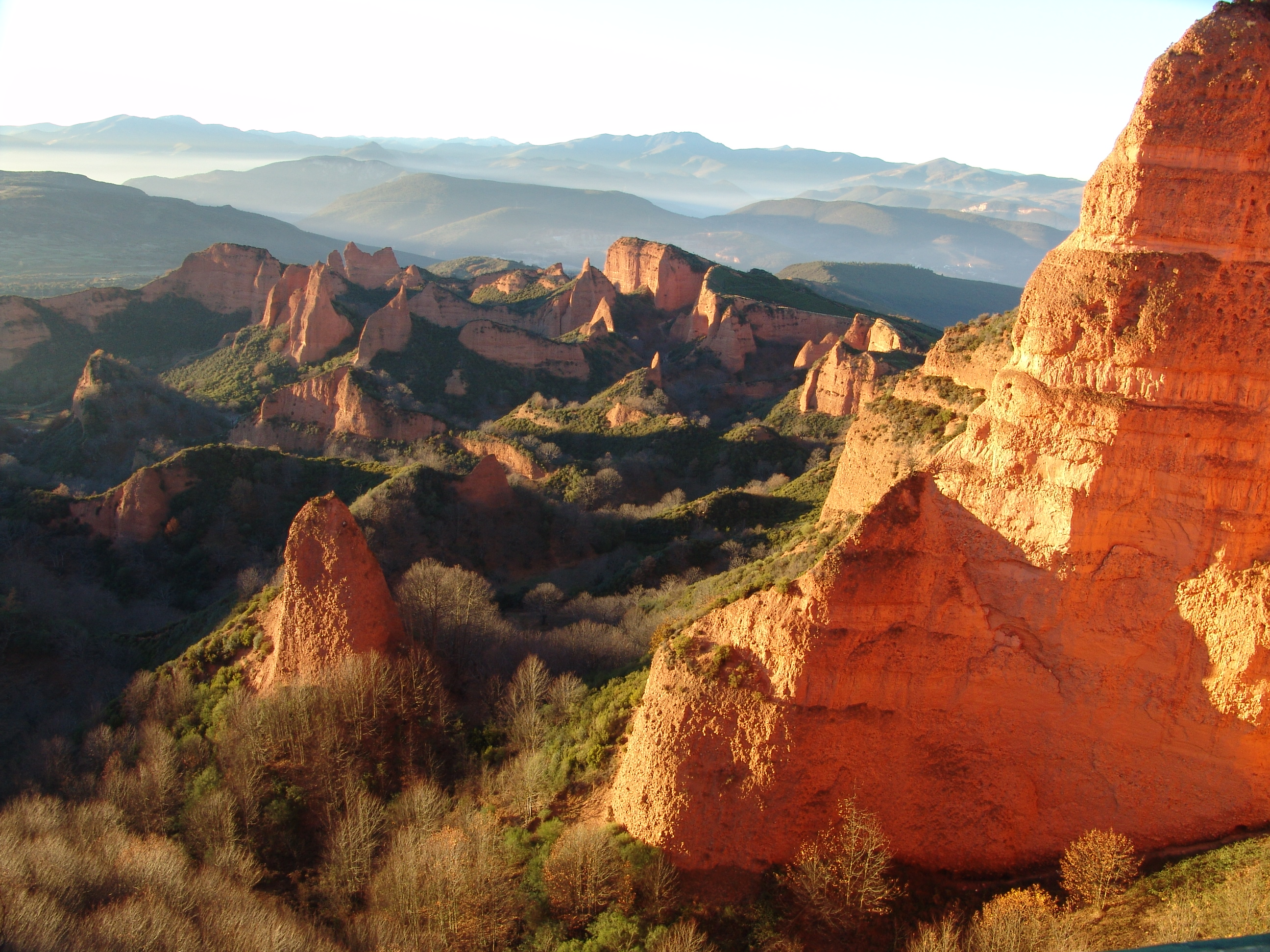
Las Médulas, resti della più importante miniera d'oro dell'Impero romano. Lo straordinario paesaggio è il risultato della tecnica estrattiva Ruina Montium

L'Iberia (attuale Spagna e Portogallo), era una delle maggiori, se non la più ricca, delle province romane in termini di minerali, dal primo secolo a.C.. Conteneva giacimenti di minerali (oro, argento, bronzo, stagno, piombo, ferro, e Mercurio), ed era quindi molto ricca di risorse. I Romani realizzarono questo, come è evidente dall'estrazione e elaborazione di minerali su larga scala nella regione. Dalla sua acquisizione durante le guerre puniche alla caduta di Roma, l'Penisola iberica continuò a produrre una quantità considerevole di metalli per i Romani.
Similmente, la Britannia, era anch'essa molto ricca di metalli. L'oro veniva estratto a Dolaucothi, nel Galles, il rame e lo stagno nella Cornovaglia, mentre il piombo nei Monti Pennini, Mendip Hills e nel Galles. Studi significativi sono stati fatti sulla produzione di ferro nella Britannia romana; l'uso di ferro in Europa venne intensificato dai Romani, e fu parte dello scambio di idee fra culture. Fu l'importanza che i romani attribuirono al ferro che permise il completamento del cambio in quelle culture nell'età del ferro che usavano ancora prevalentemente bronzo al ferro.
Norico, provincia romana posizionata sul territorio dell'attuale Austria, era talmente ricca di oro e minerali ferrosi, che Plinio, Strabone, e Ovidio lodarono i suoi munifici depositi. Il principale prodotto ricavato era il ferro, ma anche l'oro dei depositi alluvionali era tenuto in considerazione. Questa provincia era stata assimilata nell'Impero romano dopo una lunga serie di duraturi trattati di pace, che iniziarono nel 181 a.C. con la colonizzazione romana di Aquileia, grande centro di scambio fra le due nazioni. Dal 15 a.C., Norico divenne ufficialmente una provincia dell'Impero, e il commercio di metalli prosperò ben oltre il V secolo d.C. Alcuni studiosi reputano che l'arte della forgiatura del ferro possa non essere stata necessariamente creata dai romani, ma che invece fosse stata ben sviluppata in questa area e che fossero state le popolazioni di Norico a ricordare ai Romani l'utilità del ferro. Per esempio, delle tre forme del ferro (ferro battuto, acciaio, e morbido), le forme in cui vennero esportate maggiormente furono quella del ferro battuto (contenente una piccola percentuale uniformemente distribuita di scorie) e dell'acciaio (carbonato di ferro), dato che il ferro puro era troppo malleabile per funzioni come il ferro battuto o l'acciaio.
La Dacia, situata nella Transilvania, fu conquistata nel in 107 d.C. per l'acquisizione delle risorse nella regione a vantaggio di Roma. La quantità di oro che entrò nelle casse romane fu talmente elevate che fece scendere il valore dell'oro. Anche l'estrazione del ferro fu d'importanza per la regione. Conquistata dalla potenza militare, la sfortunata differenza fra le miniere di Norico e quelle della Dacia fu la presenza di popolazioni schiave utilizzate come forza lavoro. Nonostante ciò, dopo circa due secoli dopo la conquista della Dacia, i romani si ritirarono, e, la popolazione, essendosi adattata alla cultura romana, continuò in una versione di romanizzazione.

## Tecnologia

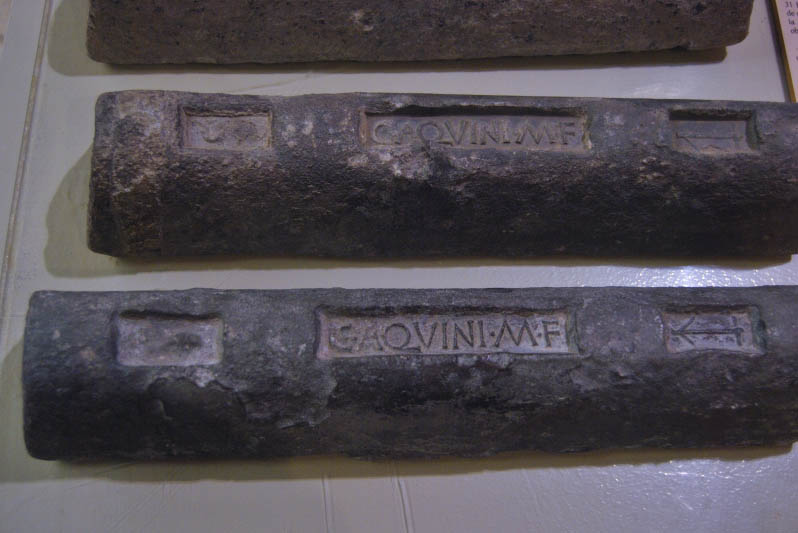
Lingotti romani di piombo delle miniere di Cartagena, Spagna, Museo Archeologico Municipale di Cartagena

La prima fra le manipolazioni del metallo fu probabilmente la lavorazione al maglio, dove il rame veniva battuto in sottili lamine. L'arricchimento dei minerali, chiamato anche processo del 'rendere migliore', poteva essere eseguito sul minerale (se si avevano un numero sufficiente di frammenti di metallo separati dal minerale) o dopo la fusione, quando aggregazioni di metallo formatisi dal minerale fuso potevano essere raccolte dalle scorie raffreddate. Fondere metalli arricchiti ha permesso inoltre ai metallurgisti dell'epoca l'uso di calchi e stampi, per creare modelli di metallo fuso. Molte delle tecniche metallurgiche sviluppate nell'Età del Bronzo erano ancora in uso durante il periodo romano. La purificazione per fusione—il processo di usare calore per separare le scorie dal metallo, la fusione in altiforni— usata, in un ambiente riscaldato a ridotto contenuto di ossigeno, per separare gli ossidi di metallo in metallo e biossido di carbonio (anidride carbonica), l'arroventamento o torrefazione—processo che consiste nell'utilizzo di un ambiente ricco di ossigeno per isolare ossido di zolfo da ossido di metallo che poi possono essere fusi in altiforni, l'uso di stampi—che consisteva nel versare metallo liquido in uno stampo per creare un oggetto, la lavorazione al maglio—usare forza bruta per creare lamine sottili che potevano essere ricotte o formate, e la coppellazione—separazione di diverse leghe per isolare uno specifico metallo— tutte queste tecniche erano state ben assimilate(Zwicker 1985). Nonostante ciò, i Romani fornirono pochi nuovi avanzamenti tecnologici oltre l'utilizzo del erro e della coppellazione e la granulazione nella separazione di leghe d'oro.
Mentre l'oro trovato in natura fosse comune, talvolta il minerale grezzo poteva contenere piccole quantità d'argento e rame. I Romani utilizzarono un sofisticato sistema per separare questi preziosi metalli. L'uso della coppellazione, un processo sviluppato prima dell'ascesa di Roma, consentiva l'estrazione del rame dall'oro e dall'argento, o una lega chiamata electrum. Per poter separare l'oro e l'argento, però, i Romani dovettero granulare la lega, versando il metallo liquido fuso in acqua fredda, e quindi messi i granuli in ul altoforno con sale, separando l'oro dal chimicamente alterato cloruro d'argento. Usarono un medesimo procedimento per estrarre argento dal piombo.
Se la produzione romana si estese ampiamente in molti modi, l'evidenza di diversi tipi di fornace non è forte, alludendo alla tendenza nelle periferie di continuare con le loro tecnologie del passato, riguardo alle fornaci. Per completare alcune delle più complicate tecniche metallurgiche, si dovevano utilizzare una certa serie di componenti necessari per la metallurgia romana: minerali metalliferi, una fornace di tipo non meglio specificato con una fonte di ossigeno (per Tylecote sono è da identificarsi nei mantici) e un metodo per limitare il suddetto ossigeno (un coperchio o una cappa), una fonte di combustibile (carbone dal legno o occasionalmente torba), stampi e/o magli e incudini per modellare, l'uso di crogioli per separare metalli (Zwicker 1985), e, nello stesso modo, di forni a coppella

## Meccanizzazione

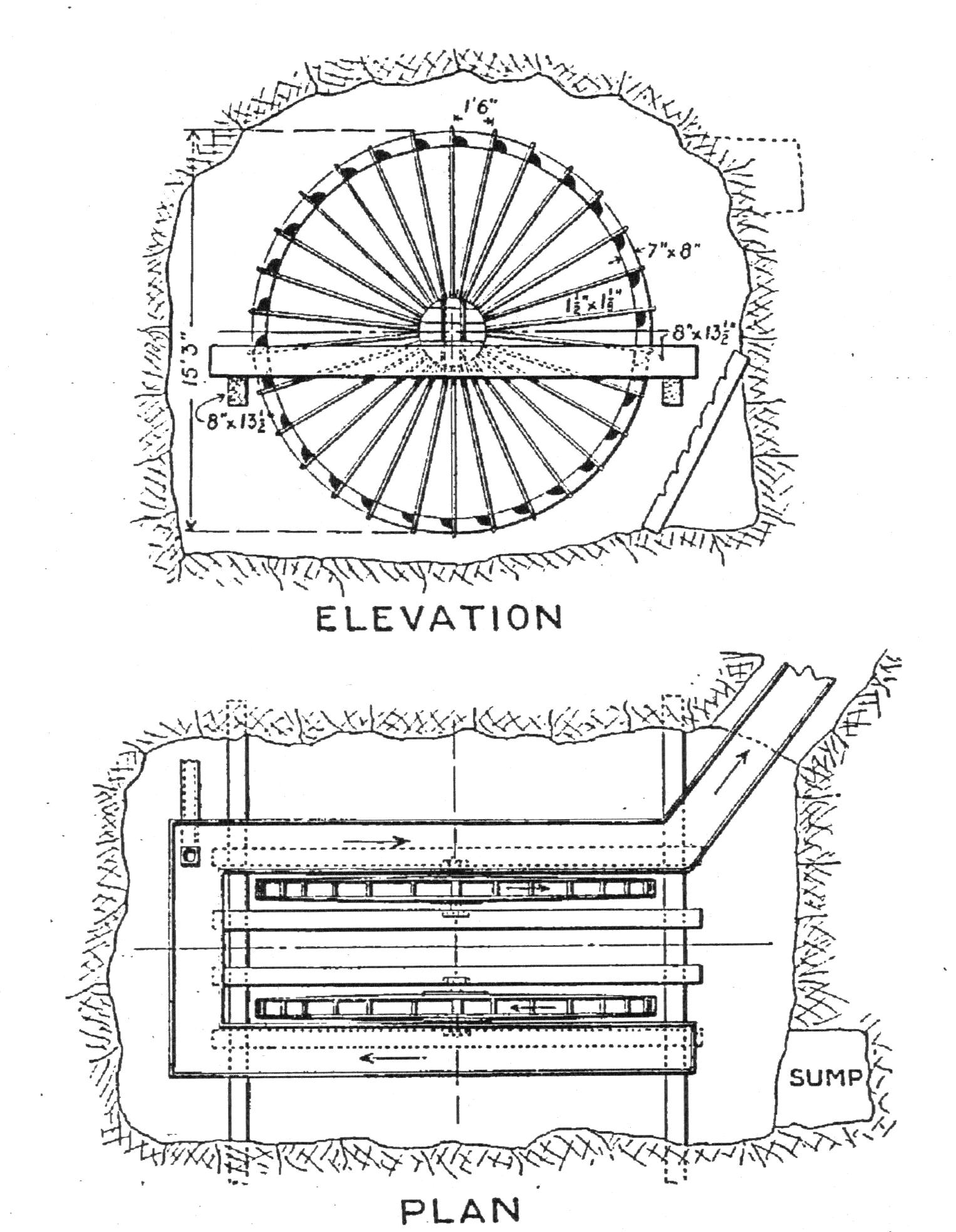
Ruota per sistema di drenaggio delle miniere di Rio Tinto

Ci sono prove dirette che meccanizzarono almeno parte del processo estrattivo, usando la forza dell'acqua creata dai mulini ad acqua per macinare il grano e segare il legname o la pietra, per esempio. Una serie di sedici di queste prominenti ruote sono ancora visibili a Barbegal nei pressi di Arles, risalenti al I secondo d.C. o possibilmente di età ancora più antica, con l'acqua fornita direttamente dall'acquedotto principale di Arles. È probabile che i mulini rifornissero di farina Arles e le altre città limitrofe. Diversi mulini per il grano esistevano anche sul Gianicolo a Roma.
Ausonio attesta l'utilizzo di mulini ad acqua per tagliare le pietre nel suo poema Mosella nel IV secolo d.C. Avrebbero potuto facilmente adattare la tecnologia per frantumare i minerali grezzi usando un maglio a contraccolpo, e proprio questo è menzionato da Plinio il Vecchio nelle sue Naturalis historia (circa 75 d.C.), ed esistono evidenze dell'applicazione di questo metodo a Dolaucothi. Le miniere d'oro romane si svilupparono dopo circa il 75 d.C. Questi metodi sopravvissero fino al periodo medioevale, come descritto e illustrato da Georg Agricola nel suo De Re Metallica.
Usarono inoltre il mulino ad acqua inverso per il drenaggio delle miniere, con le parti prefabbricate e numerate per facilità di assemblaggio. Molteplici serie di queste ruote sono state trovate in Spagna nelle miniere di rame di Rio Tinto e un frammento di una ruota a Dolaucothi nel sud del Galles. È possibile ammirare una ruota incompleta trasportata dalla Spagna nel British Museum a Londra.

## Produzione
L'invenzione, e la sua diffusa applicazione, dell'estrazione idraulica, e di una tecnica che utilizza un naturale flusso d'acqua per disintegrare, e poi trasportare i materiali concentrati attraverso un canale, aiutata dalla capacità dei romani di pianificare operazioni minerarie su larga scala, permise a varie basi l'estrazione di metalli preziosi su una scala proto-industriale raramente raggiunta prima della rivoluzione industriale.
I combustibili largamente più utilizzati per le operazioni di forgiature e fusione, oltre a fini di riscaldamento, erano il legname e particolarmente il carbone, che era quasi due volte più efficiente. Inoltre, il carbone venne estratte in alcune regioni con una certa estensione: quasi tutte le principali miniere di carbone nella Britannia romana furono sfruttate dalla fine del II secolo d.C., e si sviluppò un fiorente commercio lungo le sue coste, che si estese sulle coste continentali Renania, dove il carbone bituminoso era già usato nella fusione in altiforni dei minerali ferrosi.
|         | Produzione mondiale | Commento |
| ------- | ------------------- | --- |
| Ferro   | 82.500 t            | Basata su una "stima conservativa" di produzione di ferro a 1,5 kg pro capite, assumendo una popolazione complessiva di 55 milioni |
| Rame    | 15.000 t            | La più grande produzione pre-industriale |
| Piombo  | 80.000 t            | La più grande produzione pre-industriale |
| Argento | 200 t               | Al suo culmine attorno alla metà del II secolo, le scorte dei Romani sono state stimate in 10.000 t, da cinque a dieci volte più grandi della produzione combinata di argento del Medioevo europeo e del Califfato abbaside attorno all'800 d.C.. |
| Oro     | 9 t                 | Produzione in Asturia, Callaecia e Lusitania (tutti nella penisola iberica) |

## Fabbricazione di oggetti
I romani usarono molti metodi per creare oggetti metallici, come la terra sigillata, stampi che venivano fatti creando un modello della forma desiderata (che fossero di legno, cera, o metallo), il quale veniva poi premuto contro uno stampo d'argilla. Nel caso di un modello fatto di cera o metallo, una volta cotta, la ceramica poteva essere riscaldata e la cera o metallo fusi fino a che poteva colare dallo stampo (questo processo che utilizza la cera veniva chiamato della “cera persa“). Facendo colare del metallo nell'apertura, copie esatte di un oggetto potevano essere create. Questo processo fornì la creazione di una linea di oggetti abbastanza uniforme. Questo non per suggerire che la creatività dei singoli artigiani non proseguì; piuttosto, i pezzi unici creati a mano, furono normalmente il lavoro di piccoli, rurali lavoratori di metallo, nelle periferie di Roma, usando tecniche locali.
Ci sono prove archeologiche lungo tutto l'Impero, che dimostrano la larga scala degli scavi e delle rotte commerciali concernenti i metalli. Con i Romani venne il concetto di produzione di massa; questo è verosimilmente il più importante aspetto dell'influenza romana negli studi della metallurgia. Tre sono in particolare gli oggetti prodotti en masse, conservati nei documenti archeologici durante l'Impero romano: spille chiamate fibulae, indossate sia da uomini che da donne (Bayley 2004), monete, e lingotti (Hughes 1980). Questi oggetti di tendenza possono aiutare gli archeologi a tracciare anni di comunicazione, commercio, e anche cambiamenti storico/stilistici durante i secoli del potere di Roma.

## Ramificazioni sociali

### Schiavitù
Quando il costo di produzione di schiavi divenne troppo alto per giustificare gli schiavi che lavoravano nelle molte miniere lungo tutto l'impero intorno al II secolo, un sistema di servitù a contratto venne introdotte per i detenuti. Nel 369 d.C. entrò in vigore una legge dovuta alla chiusura di molte miniere profonde; Adriano aveva precedentemente dato il controllo delle miniere a proprietari privati, così che i lavoratori venivano assunti invece che fatti lavorare con la forza. Con l'istituzione di questo sistema i profitti aumentarono. Nel caso di Norico, ci sono prove archeologiche di lavoro svolto da uomini liberi nel commercio del metallo e nella estrazione, sotto segno di graffiti sulle mura di alcune miniere. In questa provincia, a molti uomini fu concessa la cittadinanza romana per i loro contributi nell'approvvigionamento di metallo per l'impero. Si noti inoltre che sia le miniere private che quelle governative operarono simultaneamente.

### Economia
Dalla formazione dell'impero romano, Roma fu quasi completamente una economia chiusa, indipendente dalle importazioni, anche se merci esotiche dall'India e dalla Cina erano grandemente apprezzate. Includevano gemme, seta e spezie. Le risorse necessarie al sostegno dell'impero romano erano prodotte internamente; nonostante questo, l'impero supportava il commercio con le potenze straniere. Grazie al ritrovamento di lingotti e monete romane durante il mondo antico (Hughes 1980), la metallurgia ha rifornito gli archeologi di cultura materiale, con la quale possiamo vedere l'estensione del mondo romano.